# Friederike Pezold
Friederike Pezold ou pezoldo née le 14 août 1945 à Vienne, est une artiste contemporaine féministe autrichienne. C'est une pionnières de l'art vidéo et de l'art corporel féministe. Elle vit et travaille à Munich, puis à Salzbourg.

## Biographie
Friederike Pezold étudie l'art et la philosophie à Munich.
À partir des années 1970, Friederike Pezold réalise des photos, dessins, performances, sculptures, vidéos. Elle se filme à l'aide d'un appareil d'enregistrement fixé à son corps. Avec la vidéo et cette technique, Friederike Pezold est à la fois le sujet et l'objet. Peintre et modèle ne font qu'une.
À partir de 1973, elle décompose son corps en éléments graphiques et picturaux. Elle crée un nouveau langage fait de formes géométriques qu'elle diffuse en boucle à l'aide de moniteurs. Elle désexualise le corps féminin. Une nouvelle histoire peut être écrite.
En 1977, elle crée Radio Free Utopia afin de diffuser son propre programme de télévision à l'aide d'un cadre fixé dans son dos. C'est dans ce cadre, qu'elle réalise avec Elfi Mikesch, Canale Grande, en 1983.
Toilette réalisé en 1979 est une illustration sur l'unité du peintre et du modèle. Après une introduction sur l'autonomie de l'artiste, la caméra de Friederike Pezold passe aux gros plans des parties nues du corps. Friederike Pezold fait sa toilette, se brosse énergiquement, s'habille, se maquille. L'objet du désir est divisé et fragmenté. Le spectateur est par contre confronté à son voyeurisme.
Dans les années 1990, pour dénoncer le racisme et la société postcolonial, elle réalise des portraits de femmes d'Afrique, du Tibet et d'Amérique du Sud. Ces vidéo sont caractérisées par le silence, un mouvement lent ou images fixes.
En 2022, elle réalise Revolution der Augen, de 75 minutes, composé d'images fixes, d'animations et d'interventions artistiques. Avec ce film, Friederike Pezold appelle à une révolution du regard. Elle propose de prendre le temps et d'apprécier les images.
Par la suite, elle souhaite être nommée de façon neutre pezoldo.

## Expositions
- Galerie Hartmann, Munich, 1969[6]
- Kunstverein, Vienne, 1970
- Goethe Institut, Berlin, 1971
- Galerie van Hulsen, Amsterdam, 1971
- Modern Art Museum, Munich, 1971
- Fine Arts Center, Davidson, Caroline du Nord, 1971
- Galleria Numero, Venise, 1972
- Galleria Numero, Rome, 1972
- Galerie Projection, Cologne, 1975
- Stâdtische Galerie im Lenbachaus, Munich, 1975
- Museum des XX Jahrhunderts, Vienne,1975

## Vidéos
- New York City, noir et blanc, 13 min, 1971[6]
- Selbstgesprâch, noir et blanc, 20 min, 1972
- Ma chair et mon esprit dansent ensemble une valse viennoise, noir et blanc, 45 min, 1973
- Die neue leibhaftige Zeichensprache eines Geschlechts nach den Gesetzen von Anatomie, Geometrie und Kinetik, noir et blanc, 45 min, 1973
- Le nouveau triangle, noir et blanc, 30 min, 1974
- Les points mouvants, noir et blanc, 30 min, 1974
- Travail des pieds, noir et blanc, 30 min, 1974
- Trois parties d’un mouvement de femme, noir et blanc, 45 min, 1974
- Parties 456 d’un mouvement de femme, noir et blanc, 45 min, 1974-1975
- Partie 7 d’un mouvement de femme, noir et blanc, 60 min, 1975
- Oh, maman où sont ton histoire et ta vie, noir et blanc, 30 min, 1975
- Toilette, 1979
- Canale Grande, 82 min, 1983[7]
- One day, 79 min, 1988[8]
- Das geheime Labyrinth des Horrors, 1989[2]
- Revolution der Augen, 75 min, 2022[2]